# Maquette van Rome (Museo della Civiltà Romana)

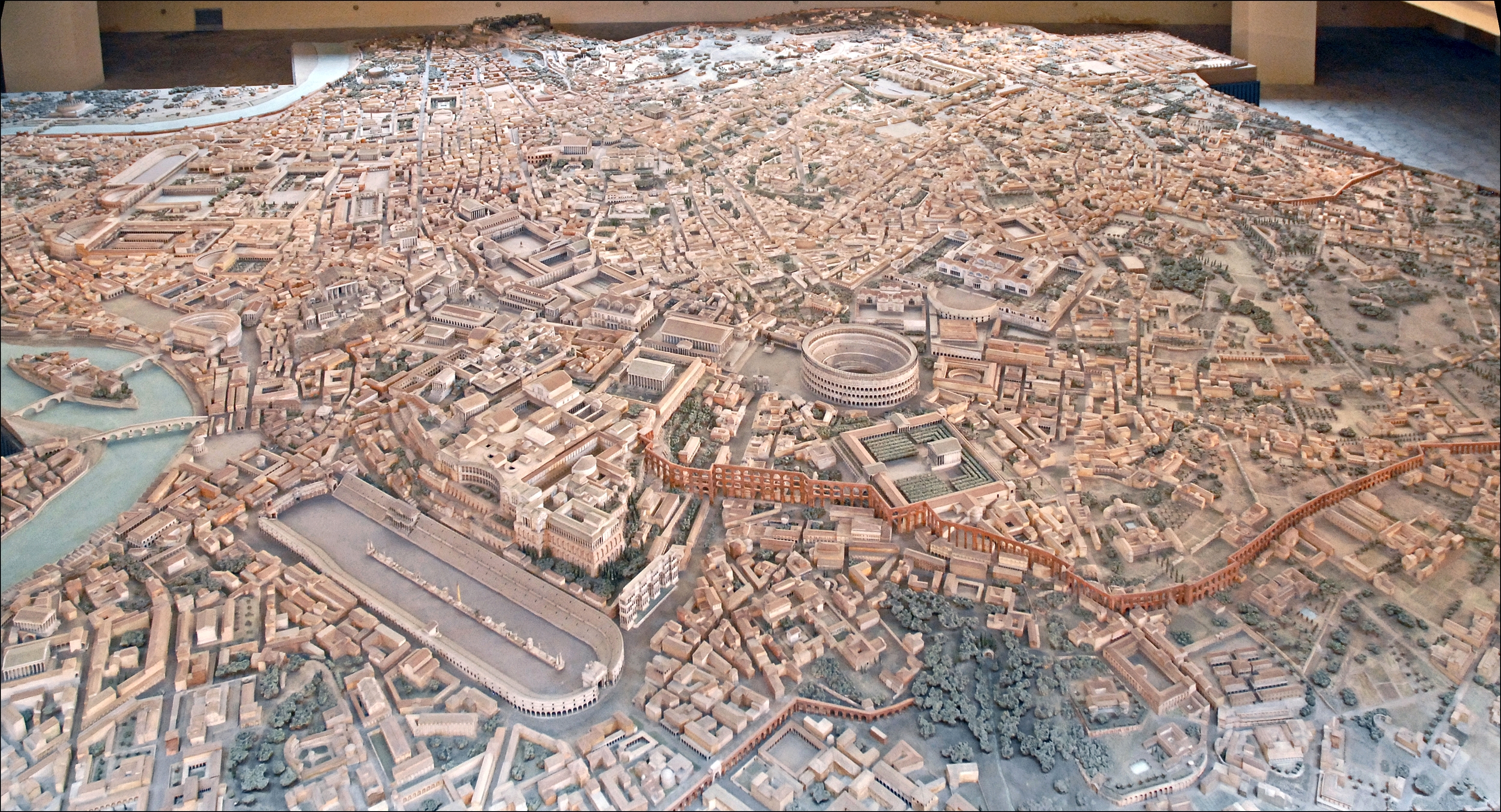
De maquette van Rome, door archeoloog en architect Italo Gismondi

De maquette van Rome (Italiaans: Plastico di Roma imperiale) is een model dat de stad Rome in de oudheid uitbeeldt.
Benito Mussolini gaf in 1933 opdracht tot het bouwen van de maquette, ter herdenking aan de geboorte van keizer Augustus in 63 v.Chr. De maquette werd tussen 1933 en 1937 gemaakt door de archeoloog en architect Italo Gismondi. Hij werkte echter tot 1971 aan uitbreidingen en correcties naar aanleiding van nieuwe inzichten, waardoor de kaart van het oude Rome moest worden bijgesteld. Uiteindelijk bereikte de maquette de omvang van de gehele stad binnen de Aureliaanse Muur. Tussen 1990 en 1991 is de maquette gerestaureerd.
De maquette is gebouwd op een schaal van 1:250 en heeft daarmee dezelfde afmetingen als de Forma Urbis Romae, de grote marmeren stadskaart van Rome uit het begin van de 3e eeuw. De maquette is echter gebaseerd op een topografische atlas van het oude Rome van Rodolfo Lanciani die eveneens Forma Urbis Romae heet, gepubliceerd in 1901. De maquette beeldt de stad uit aan het begin van de 4e eeuw n.Chr. Dit was de tijd van keizer Constantijn de Grote (306-337), toen Rome zijn grootste omvang bereikt had. Vrijwel alle beroemde antieke monumenten stonden toen nog overeind en de bouw van de grote christelijke kerken was nog niet begonnen.
De maquette is gemaakt uit gips en heeft een doorsnede van meer dan 18 meter. De maquette is een van de belangrijkste bezienswaardigheden in het Museo della Civiltà Romana, waar ze sinds 1955 staat opgesteld.

## Trivia
- De Italiaanse bijnaam voor de maquette luidt "Il Plastico"
- Foto's van de maquette worden op internet, in folders en boeken gebruikt om een beeld te geven van het uiterlijk van het oude Rome. In de film Gladiator werd de maquette gebruikt voor een korte scene waarin Rome vanuit de lucht wordt weergegeven.
- In het Museo della Civiltà Romana staat nog een tweede maquette van Gismondi. Deze is kleiner en beeldt Rome uit in de vroege republikeinse tijd.

## Afbeeldingen

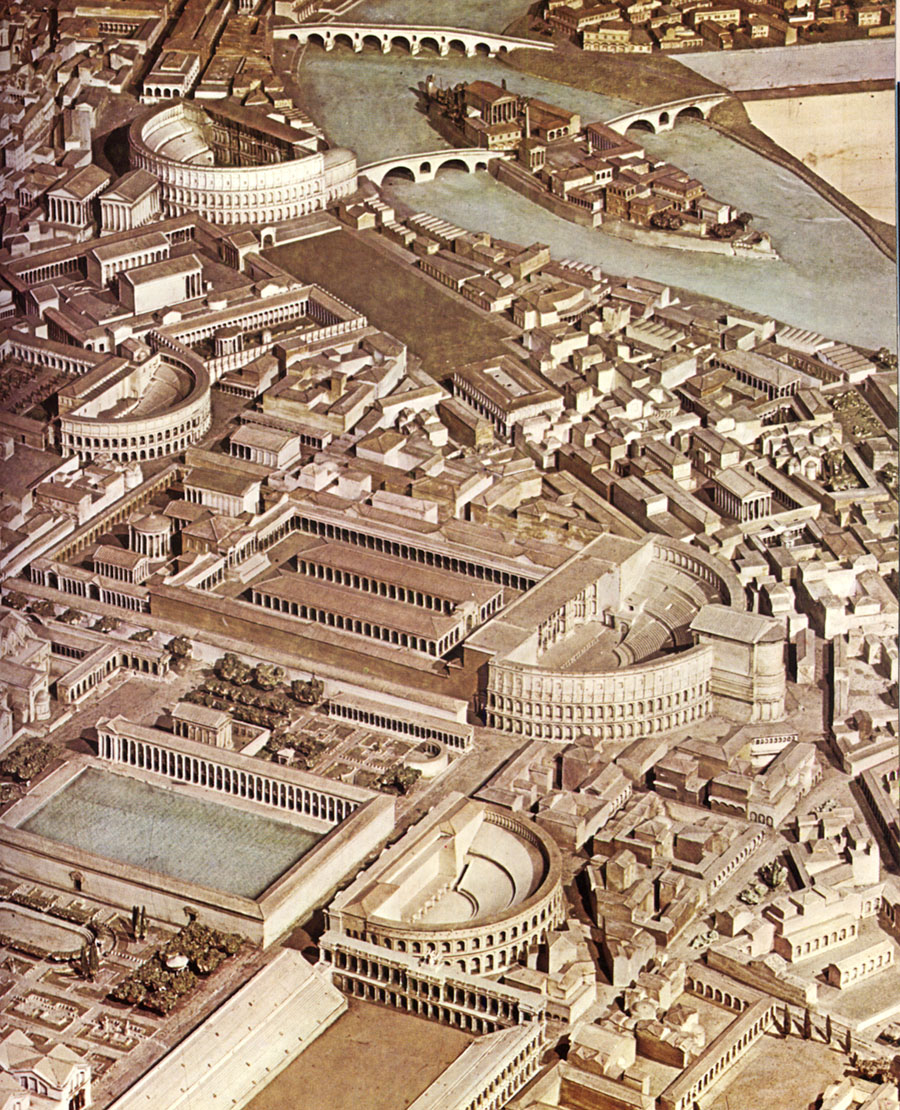
Het Marsveld, met de drie theaters en het odeum
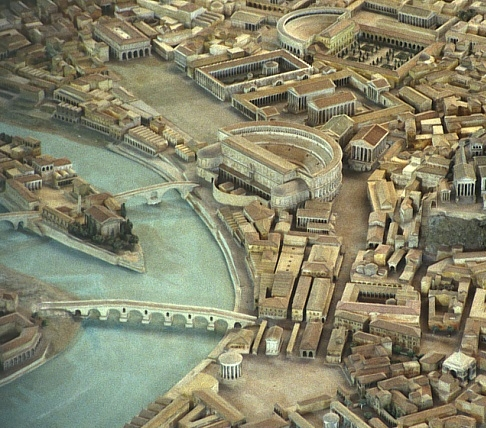
Het Forum Boarium, Forum Holitorium en Circus Flaminius
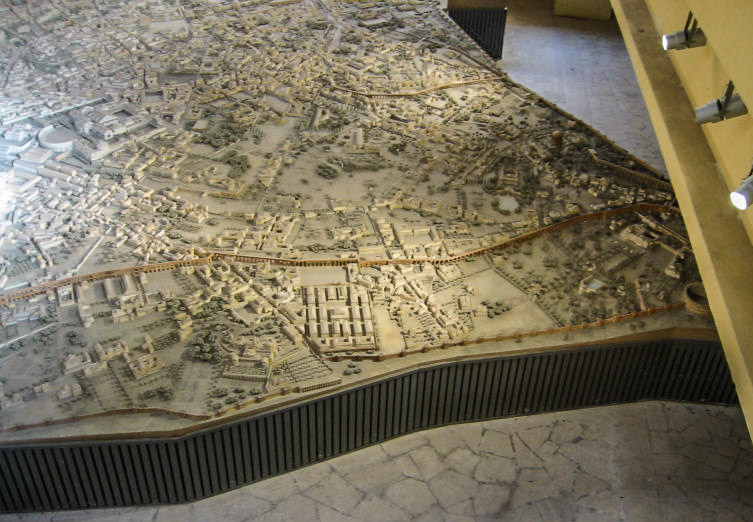
De zuidoostelijke sectie van Rome

## Referentie
- (en) Model of Rome
- (it) Museo della Civiltà Romana - Plastico di Roma imperiale
- (en) Archeologist Spends Over 35 Years Building Enormous Scale Model of Ancient Rome